# Vincetoxicum funebre
Vincetoxicum funebre là một loài thực vật có hoa trong họ La bố ma. Loài này được Boiss. & Kotschy miêu tả khoa học đầu tiên.